# André Greipel
André Greipel (ur. 16 lipca 1982 w Rostocku) – niemiecki kolarz szosowy, brązowy medalista mistrzostw świata (2011).

## Kariera
W styczniu 2008 wygrał pierwszy wieloetapowy wyścig z cyklu ProTour 2008 – Tour Down Under, natomiast 28 maja 2008 wygrał 17. etap Giro d'Italia. Dwa lata później odniósł drugi etapowy sukces w Giro d'Italia. W 2011 zdobył brązowy medal w wyścigu ze startu wspólnego podczas mistrzostw świata w Kopenhadze. W zawodach tych wyprzedzili go jedynie Brytyjczyk Mark Cavendish oraz Australijczyk Matthew Goss. Rok później wystąpił na igrzyskach olimpijskich w Londynie, gdzie w tej samej konkurencji zajął 27. miejsce. 

## Najważniejsze osiągnięcia
2005
- 1. miejsce na 6. etapie Post Danmark Rundt

2006
- 1. miejsce na 1. i 4. etapie Rheinland-Pfalz-Rundfahrt

2007
- 1. miejsce na 1. i 2. etapie Sachsen-Tour

2008
- 1. miejsce w Tour Down Under
  - 1. miejsce na 2., 4., 5. i 6. etapie
  -  1. miejsce w klasyfikacji punktowej
- 1. miejsce na 17. etapie Giro d'Italia
- 1. miejsce na 1. i 3. etapie Sachsen-Tour
- 1. miejsce na 2. etapie Eneco Tour
- 1. miejsce na 4. etapie Deutschland Tour

2009
- 1. miejsce na 1. etapie Tour Down Under
- 1. miejsce na 4. etapie Quatre jours de Dunkerque
- 1. miejsce na 1., 3. i 5. etapie Bayern Rundfahrt
- 1. miejsce na 7. etapie Tour de Pologne
- 1. miejsce na 1. etapie Sachsen-Tour
- 1. miejsce w klasyfikacji punktowej Vuelta a España
  - 1. miejsce na 4., 5., 16. i 21. etapie

2010
- 1. miejsce w Tour Down Under
  - 1. miejsce na 1., 2. i 4. etapie
  -  1. miejsce w klasyfikacji punktowej
- 1. miejsce na 2. etapie Volta ao Algarve
- 1. miejsce na 1., 2., 5., 6. i 8. etapie Tour of Turkey
- 1. miejsce na 18. etapie Giro d'Italia
- 1. miejsce na 1. i 6. etapie Österreich-Rundfahrt
- 1. miejsce na 2. i 7. etapie Tour de Pologne
- 1. miejsce na 2. i 6. etapie Eneco Tour

2011
- 1. miejsce na 4. etapie Volta ao Algarve
- 1. miejsce na 1. etapie Driedaagse van De Panne-Koksijde
- 1. miejsce na 6. etapie Tour of Turkey
- 1. miejsce na 2. i 5. etapie Belgium Tour
- 1. miejsce na 10. etapie Tour de France
- 1. miejsce na 1. i 2. etapie Eneco Tour
- 3. miejsce w mistrzostwach świata (start wspólny)

2012
- 1. miejsce na 1., 3. i 6. etapie Tour Down Under
- 1. miejsce na 2. etapie Tour of Turkey
- 1. miejsce na 1., 2. i 3. etapie w Belgium Tour
- 1. miejsce na 4., 5. i 13. etapie Tour de France

2013
- 1. miejsce w Brussels Cycling Classic
- 1. miejsce na 1., 4. i 6. etapie Tour Down Under
- 1. miejsce na 1. etapie Tour Méditerranéen
- 1. miejsce na 4. i 5. etapie Tour of Turkey
- 1. miejsce na 1. i 2. etapie Belgium Tour
- 1. miejsce w Delta Tour Zeeland
- 1. miejsce w mistrzostwach Niemiec (start wspólny)
- 1. miejsce na 6. etapie Tour de France
- 1. miejsce na 4. etapie Eneco Tour
- 2. miejsce w Vattenfall Cyclassics
- 2. miejsce w Grand Prix de Fourmies
- 2. miejsce w Ster ZLM Toer
- 3. miejsce w Rund um den Finanzplatz Eschborn-Frankfurt

2014
- 1. miejsce na 4. i 6. etapie Tour Down Under
- 1. miejsce w mistrzostwach Niemiec (start wspólny)
- 1. miejsce na 6. etapie Tour de France
- 1. miejsce w Brussels Cycling Classic
- 1. miejsce w Grote Prijs Jef Scherens
- 1. miejsce w Münsterland Giro

2015
- 1. miejsce na 2. etapie Paryż-Nicea
- 1. miejsce na 6. etapie Giro d’Italia
- 1. miejsce w Ster ZLM Toer
  - 1. miejsce na 1. i 2. etapie
- 1. miejsce na 2., 5., 15. i 21. etapie Tour de France
- 1. miejsce w klasyfikacji punktowej Eneco Tour
  - 1. miejsce na 2. etapie
- 1. miejsce w Vattenfall Cyclassics

2016
- 1. miejsce w Trofeo Felanitx-Ses Salines-Campos-Porreres
- 1. miejsce na 5., 7. i 12. etapie Giro d’Italia
- 1. miejsce na 21. etapie Tour de France
- 1. miejsce w mistrzostwach Niemiec (start wspólny)

2017
- 1. miejsce na 5. etapie Paryż-Nicea
- 1. miejsce na 2. etapie Giro d’Italia
- 3. miejsce w Brussels Cycling Classic
- 3. miejsce w Sparkassen Münsterland Giro

2018
- 1. miejsce na 1. i 6. etapie Tour Down Under
- 1. miejsce na 2. i 5. etapie Quatre Jours de Dunkerque
- 1. miejsce w klasyfikacji punktowej Baloise Belgium Tour
  - 1. miejsce na 1. i 2. etapie
- 1. miejsce na 1. i 4. etapie Tour of Britain
- 8. miejsce w RideLondon-Surrey Classic

2021
- 1. miejsce w Trofeo Playa de Palma-Palma
- 1. miejsce na 4. etapie Vuelta a Andalucía

## Rankingi
| Rok                | 2005 | 2006 | 2007 | 2008 | 2009 | 2010 | 2011 | 2012 | 2013 | 2014 | 2015 | 2016 | 2017 | 2018 | 2019 | 2020  | 2021 |
| ------------------ | ---- | ---- | ---- | ---- | ---- | ---- | ---- | ---- | ---- | ---- | ---- | ---- | ---- | ---- | ---- | ----- | ---- |
| UCI ProTour        | -    | 162. | -    | 5.   |      |      |      |      |      |      |      |      |      |      |      |       |      |
| UCI World Calendar |      |      |      |      | 53.  | 20.  |      |      |      |      |      |      |      |      |      |       |      |
| UCI World Tour     |      |      |      |      |      |      | 32.  | 29.  | 37.  | 88.  | 24.  | 56.  | 47.  | 108. |      |       |      |
| World Ranking      |      |      |      |      |      |      |      |      |      |      |      | 37.  | 24.  | 87.  | 216. | 1285. | 285. |
| UCI Europe Tour    | 142. |      |      |      |      |      |      |      |      |      |      | 20.  | 3.   | 43.  | 181. | 984.  | 241. |
| UCI Asia Tour      | -    |      |      |      |      |      |      |      |      |      |      | 389. | -    | -    |      |       |      |
|                    |      |      |      |      |      |      |      |      |      |      |      |      |      |      |      |       |      |
| Źródło: UCI        |      |      |      |      |      |      |      |      |      |      |      |      |      |      |      |       |      |